# Eric Drexler

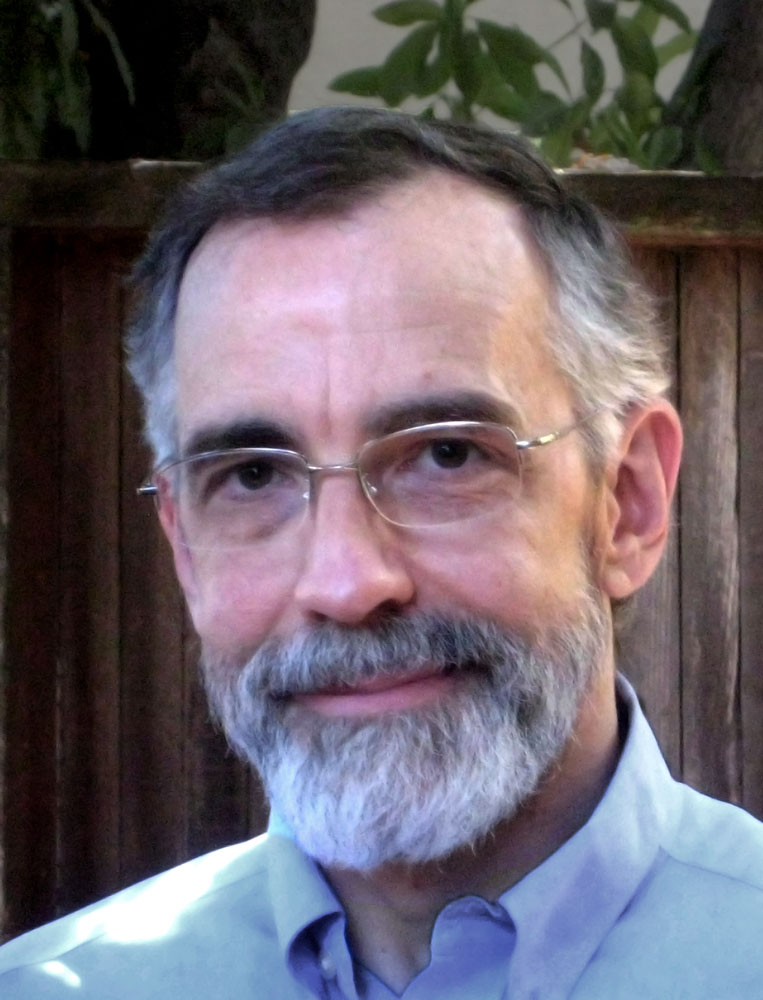
Eric Drexler

K. Eric Drexler, född 25 april 1955 är en ingenjör, författare och futurolog med fokus på framväxande teknologier. Drexler bidrog med pionjärstudier inom fältet för nanoteknik och myntade 1986 i sin bok Engines of Creation själva begreppet "nanoteknik" och gav en bredare spridning åt de koncept som ursprungligen utvecklats av Richard Feynman 1959. Han populariserade även konceptet om molekylär nanoteknik 1992 med boken Nanosystems (baserat på hans disputation om molekylär nanoteknik vid MIT 1991).
I Engines of Creation, skisserar Drexler nanoteknikens potential i ett längre perspektiv. Genom manipulation av materia på molekylär nivå kan vi i grunden omforma världen, menar Drexler och ger ett antal exempel: "we will be able to harvest solar power a trillion times greater than all the power now put to human use," och "from the resources of our solar system, we will be able to create land area a million times that of Earth," och att "cell repair technology will make perfect health and indefinitely long lives possible for everyone."
Drexler grundade 1986 tankesmedjan Foresight Institute, i syfte att informera allmänheten om nanoteknik. Han förblev ordförande i Foresight Institute fram till 2004.

## Böcker
- Engines of Creation: The Coming Era of Nanotechnology (1986)
- Unbounding the Future: The Nanotechnology Revolution (1991)
- Nanosystems: Molecular Machinery, Manufacturing, and Computation (1992)
- Engines of Creation 2.0: The Coming Era of Nanotechnology - Updated and Expanded (2007)
- Radical Abundance: How a Revolution in Nanotechnology Will Change Civilization (2013)